# Maraba (Dara)
Maraba (arab. معربة) – miejscowość w Syrii, w muhafazie Dara. W 2004 roku liczyła 8988 mieszkańców.